# Великий розрив
Великий розрив (англ. Big Rip) — космологічна гіпотеза про долю Всесвіту, яка пророкує розпад (розрив) всієї матерії за скінченний час.
Справедливість цієї гіпотези залежить від природи темної енергії, а саме, від параметра {\displaystyle w}, рівного відношенню тиску темної енергії до її густини (рівняння стану). Якщо {\displaystyle w} < −1, то Всесвіт буде прискорено розширюватися, і величина масштабного фактору стане рівною нескінченості за скінченний час.
Якщо гіпотеза «великого розриву» правильна, то зі збільшенням швидкості розширення відстань до горизонту подій,  тобто тієї частини Всесвіту, яка віддаляється від спостерігача зі швидкістю світла, буде зменшуватися. Все, що знаходиться за горизонтом подій, недоступне спостереженню, тому що швидкість світла є межею для будь-яких взаємодій. Об'єкт, розташований у центрі видимого Всесвіту, не взаємодіє ні з чим, що знаходиться за горизонтом подій. Якщо розмір горизонту подій стає менше від розмірів будь-якого об'єкта, то між частинами цього об'єкта неможливі жодні взаємодії — ні гравітаційні, ні електромагнітні, ні сильні чи слабкі.

Руйнування галактики згідно з гіпотезою Великого розриву

При {\displaystyle w} = −3 / 2, за розрахунками, кінець Всесвіту (Великий розрив) настане приблизно через 35 мільярдів років після Великого вибуху і через 20 мільярдів років від сьогоднішнього дня.
- За мільярд років до Великого розриву розпадуться скупчення галактик.
- Приблизно за 60 млн років до Великого розриву гравітація стане надто слабкою, щоб утримувати галактики. Розпадеться і наша Галактика.
- За 3 місяці до Великого розриву Сонячна система стане гравітаційно незв'язаною.
- За 30 хвилин до Великого розриву зруйнується Земля.
- За 10−9  с до кінця — зруйнуються атоми.

Оскільки час визначається як послідовність спостережуваних подій, при відсутності взаємодій припиниться й він.
На сьогоднішній день невідомо, чи має темна енергія такі властивості, при яких може реалізуватися цей сценарій. Питання Великого розриву залишається відкритим.